# علي الفريداوي
علي الفريداوي واسمهُ الكامل علي كاظم مطلك الفريداوي الشمري (27 يوليو/تموز 1982 - 27 مايو/أيار 2021) هو كاتب وشاعر أغاني و شاعر شعبي أشتهر بظهوره على مواقع التواصل الإجتماعي وفي البرامج الشعرية على القنوات الفضائية.

## مسيرته المهنية
وُلدَ علي كاظم مطلك الفريداوي الشمري في يوم 27 تموز 1982 وكان يسكن في مدينة الصدر في بغداد كتب ولحن العديد من الأغاني العراقية ولديه العديد القصائد الشعرية الشعبية وله أيضاً تعاون مع الكثير من المطربين والفنانين.
- عضو عامل نقابة الادباء[2]
- عضو عامل نقابة الادب الشعبي
- عضو نقابة الصحفيين العراقيين[3]
- عضو مؤسس منتدى المبدعين العرب(بلجيكا بروكسل)

## الجوائز
حصل الفريداوي على العديد من الجوائز المحلية والعربية منها:
| العام     | اسم المسابقة أو المهرجان         |              |
| --------- | -------------------------------- | ------------ |
| 2002      | مهرجان الشعر الشعبي الدولي بغداد | الفائز الأول |
| 2004      | مهرجان المبدعين العرب دمشق       | درع الدولة   |
| 2007 2010 | أحسن شاعر أغنية سنة              | الأفضل       |
| 2017      | مبدعين بغداد                     | درع الإبداع  |
| 2018      | نجوم العراق                      | درع الإبداع  |

## وفاته
توفي الشاعر علي الفريداوي يوم 27 أيار 2021 أثر أصابته بسكتة دماغية مفاجئة.